# Bersac-sur-Rivalier
Bersac-sur-Rivalier este o comună în departamentul Haute-Vienne din centrul Franței. În 2009 avea o populație de 625 de locuitori.

## Evoluția populației
| An        | 1975 | 1982 | 1990 | 1999 | 2006 | 2009 |
| --------- | ---- | ---- | ---- | ---- | ---- | ---- |
| Populație | 774  | 731  | 586  | 631  | 620  | 625  |